# Кунг-фу пилета
„Кунг-фу пилета“ (на английски: Chop Socky Chooks) е британски анимационен сериал. Излъчването му е от 8 март 2008 г. и свършва на 25 юли 2009 г.

## Герои
- Чъки Чан – Трениран от детство в изолиран от света манастир, Чъки Чан е мъдър и ерудиран учител, който следва правия път на Кунг Фу изкуството в търсене на просветление. Това изкуство е възпитало у него неповторими мистични умения. Той е винаги спокоен, съсредоточен и предпазлив и неговото майсторство в бойните изкуства е без конкуренция.
- Кей Оу Джо – Господар на улицата и отличен оратор, Кей Оу Джо е заряд с два юмрука! Неговото отношение към света е по-голямо от самия живот, още по-голяма е косата му, а най-голямо от всичко е сърцето на Джо. Неговата щедра душа и непоклатимото чувство за справедливост са го превърнали в прекрасен модел за подражание за децата в Страната Уасаби.
- Чик Пи – Със светкавичен ум и с още по-светкавични бойни умения, Чик Пи е блестящият инженер на отбора, който може да превърне всеки предмет в бойно оръжие. Тя таи лична неприязън към Уасаби и работи под прикритие като поддръжник в мол, така че винаги е един ход преди него в престъпните му машинации.
- Доктор Уасаби – Странно джудже с измамна представа за собствено величие, Доктор Уасаби се мисли за най-едрата акула в морета на големия бизнес. С неизчерпаеми финанси и безкраен списък с лукави схеми, той се помещава в своя щаб-аквариум на най-високия етаж в Страна Уасаби и управлява с желязна рибешка перка.
- Буба – Буба е примат и дясна ръка на Уасаби. Тромавата 250-килограмова горила-албинос с миниатюрен мозък и голямо сърце изпълнява заповедите на Уасаби по най-добрия, според възможностите си, начин. Макар и да изглежда не особено умен, неговата детска невинност често му позволява да вижда неща, които убягват на Уасаби.
- Маймуни Нинджи – Облечени в еднакви черни пелерини, тези човекоподобни маймуни изникват незабелязано от сенките, за да изпълнят дяволските прищевки на своя господар. Техните непредсказуеми номера, и внезапния им маниер в боя ги превръщат страховит съперник.

## Епизоди
Вижте: Списък с епизоди на Кунг-фу пилета

## „Кунг-фу пилета“ В България
На 1 октомври 2009 г. започва излъчване по локалната версия на Cartoon Network и е спрян на 30 юни 2018 г. Дублажът е синхронен в студио Александра Аудио. Екипът се състои от:
| Изпълнителен продуцент | Васил Новаков |
| Преводач               | Таня Димова |
| Режисьор на дублажа    | Василка Сугарева |
| Тонрежисьор            | Пламен Пенев |
| Озвучаващи артисти     | Георги Стоянов Явор Караиванов Мина Костова Стоян Алексиев Георги Тодоров Христо Бонин Здравко Димитров Анатолий Божинов Петър Бонев |